# Deserpidin
Deserpidin ist ein Naturstoff aus der Gruppe der Alkaloide, genauer der Rauwolfia-Alkaloide. Es ist dem Reserpin strukturell sehr ähnlich; es unterscheidet sich lediglich durch eine fehlende –OCH3-Gruppe an der Indol-Teilstruktur.

## Vorkommen und Gewinnung

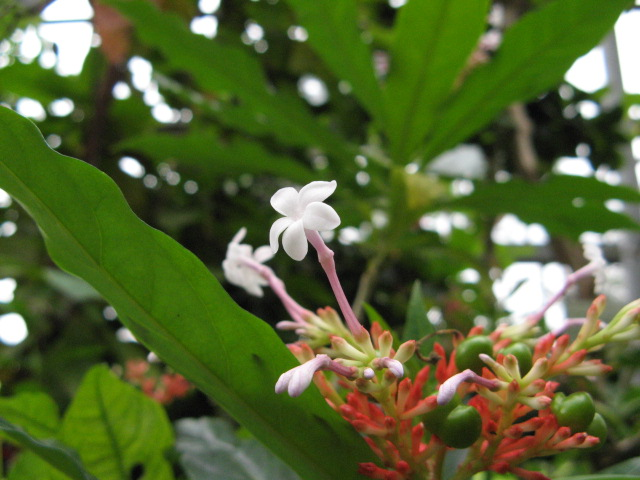
Indische Schlangenwurzel (Rauwolfia serpentina)

Deserpidin kommt in Pflanzen der Gattung Rauvolfia vor und wurde Anfang des 20. Jahrhunderts das erste Mal aus der indischen Schlangenwurzel extrahiert. 
Synthetisch ist Deserpidin aus Reserpin zugänglich.

## Eigenschaften und Verwendung
Blutdrucksenkende Eigenschaften des Deserpidins wurden in zahlreichen Studien belegt. Auch eine neuroleptische Wirkung konnte nachgewiesen werden.